# Nowielice

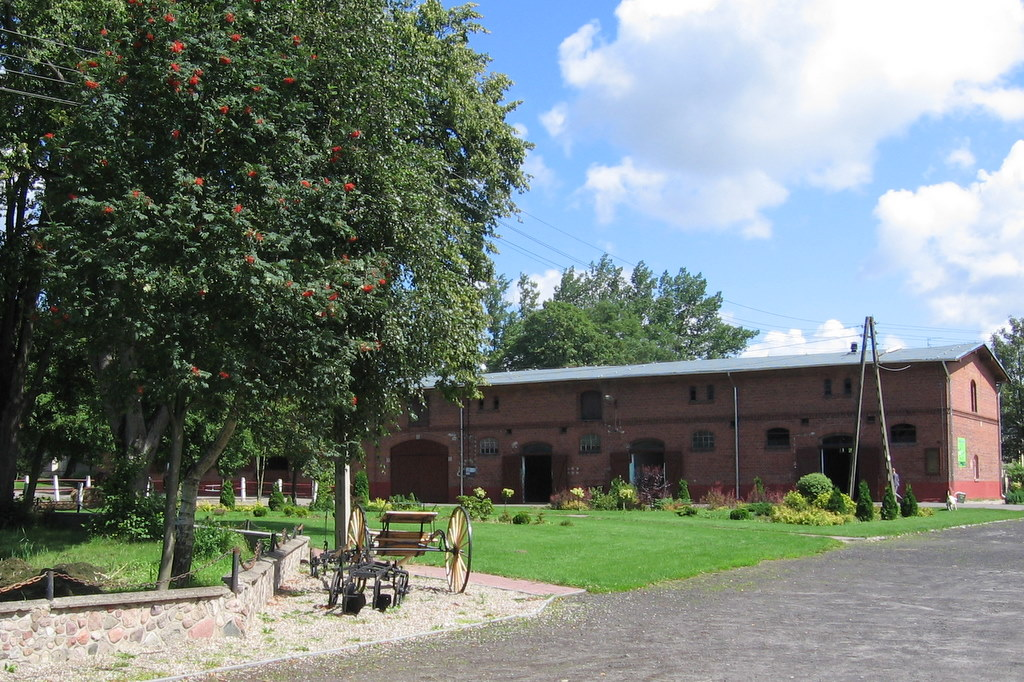
Stallung des ehemaligen Remonte-Depots Neuhof

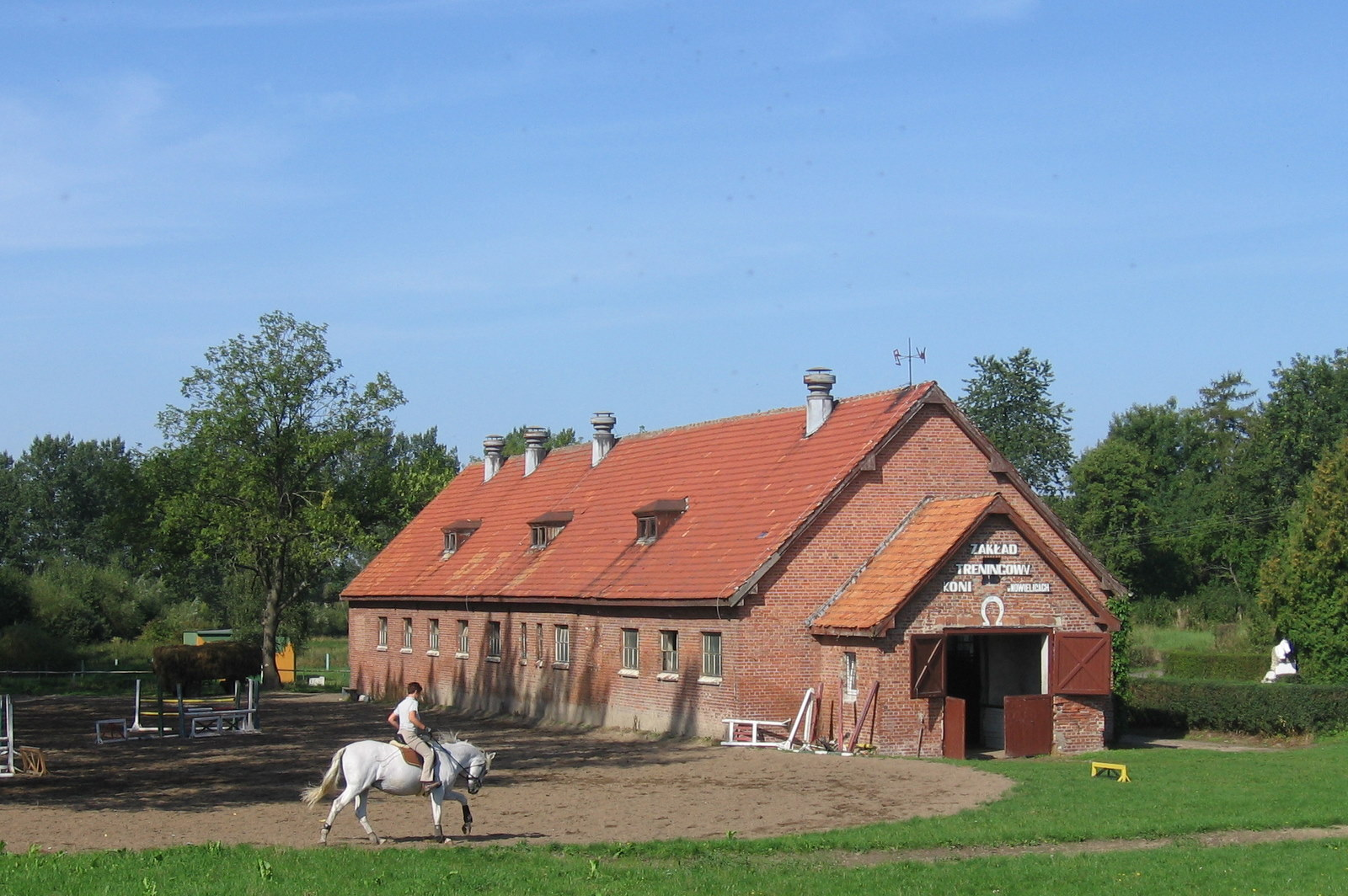
Reithof

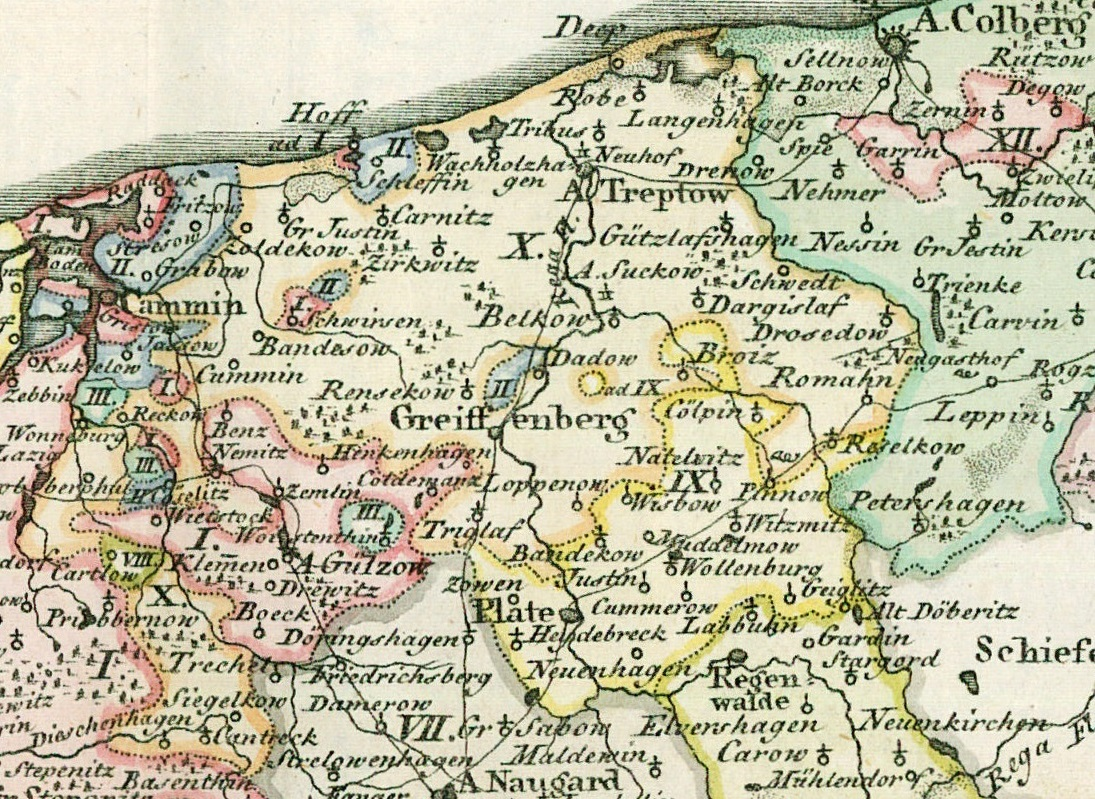
Neuhof in unmittelbarer nördlicher Nachbarschaft von Treptow an der Rega auf einer pommerschen Landkarte von 1794.

Nowielice (deutsch Neuhof) ist ein Dorf in der polnischen Woiwodschaft Westpommern. Es ist der Landgemeinde Trzebiatów (Treptow a. d. Rega) im Powiat Gryficki (Greifenberger Kreis) zugeordnet.

## Geographische Lage
Die Ortschaft  liegt  in Hinterpommern am rechten Ufer der Rega, etwa  drei Kilometer nordwestlich  von Trzebiatów (Treptow a. d. Rega), 20 Kilometer nördlich von Gryfice (Greifenberg i. Pom.) und 85 Kilometer nordöstlich von Stettin.

## Geschichte
Die Geschichte der Ortschaft  Neuhof, die bis zum Ende des Zweiten Weltkriegs ein gemeindefreier Amtsbezirk war,   ist eng mit derjenigen des Klosters Belbuck oder Belbog verknüpft, dessen historischer Standort sich innerhalb ihrer Gemarkung  befindet: auf einem Berg an der Rega nördlich von Treptow, der zu Neuhof gehört. Das nach der Reformation eingegangene, ehemals mächtige Kloster war 1170 von dem pommerschen Herzog Kasimir I.  gegründet und  mit Ländereien ausgestattet worden. Zwar verließen die aus Lund in der ehemaligen schwedischen Provinz Schonen  angeworbenen Mönche  das Kloster wieder, doch die  Herzöge  Bogislaw II. und Kasimir II. sowie deren Mutter Anastasia besetzten das Kloster 1208 erneut mit Mönchen, diesmal mit  Prämonstratensern aus Ostfriesland, ließen  es mit Mauern, einem Graben und einem Wall umgeben und schenkten ihm weitere Ortschaften. Das zu einem inselartig befestigten Kastell ausgebaute  Kloster an der Rega erhielt den Namen Castrum sancti Petri et Pauli.
Im Jahr 1236 verkaufte Herzog Wartislaw III. dem Kloster die der Stadt Cammin zugewandte Hälfte des Gebiets von Treptow für einhundertundvierzig Mark.  Einer in Ueckermünde  ausgefertigten Urkunde zufolge verglichen sich Herzog Barnim I. und dessen Sohn Bogislaw IV. 1277 mit dem Abt des Klosters dergestalt, dass das Kloster die der Stadt Cammin zugewandte  Hälfte von Treptow als  Eigentum erhalten und die andere Hälfte von den Herzögen vom Kloster zu Lehen genommen werden solle und die Herzöge dem Kloster in der Klosterkirche St. Peter und Paul den Treueeid zu leisten hatten.
Die Machtfülle der Äbte war am Anfang des 14. Jahrhunderts derart angewachsen, dass sie Adlige der Umgegend als Vasallen rekrutieren konnten und bewaffnete Auseinandersetzungen mit benachbarten  Gutsbesitzern  aus den Familien
Wedel oder  Manteuffel nicht zu scheuen brauchten.  Als zur Zeit der Reformation  der Abt Johann Boldewan sich der Lehre Luthers zuwandte  und im Kloster eine protestantische Schule gegründet hatte, unternahm Herzog Bogislaw X.  auf Anraten der katholischen Geistlichkeit 1523 einen Feldzug gegen das Kloster, besetzte es, zog dessen Ländereien ein, um sie seinem Privateigentum  einzuverleiben,  und ließ den Abt verhaften.
Aus der Klosteranlage wurde ein Vorwerk, und in den Klostergebäuden wurden zunächst Verwaltungsbeamte untergebracht.   Durch einen Brand 1560  wurden die Klostergebäude stark  beschädigt. Nachdem die Verwaltungsbeamten nach Treptow umgezogen waren, verfielen auch die noch nutzbar gewesenen Gebäude allmählich.
1616 stürzte auch der 56 Jahre lang stehengebliebene Turm   der Klosterkirche St. Peter und Paul ein. Im Jahr 1784 hatte die Gemarkung des Vorwerks mit der nunmehr wüsten Klosterstelle eine Flächengröße von 1513 Morgen und 85 Quadratruten.
Im 19. Jahrhundert war Neuhof eine königliche   Staatsdomäne Preußens. Im Jahr 1822 wurden die vier Vorwerke Neuhof, Gumminshof,  Suckowshof und  Heidhof  aus dem Amt Treptow des Landkreises Greifenberg ausgegliedert, zu einem eigenständigen Remonteamt mit Verwaltungssitz in Neuhof zusammengefasst und dem preußischen Kriegsministerium auf unbestimmte Zeit in Pacht gegeben, um auf denselben Remonte-Depots einzurichten.  Die Verwaltung des Remonteamts kaufte jährlich junge Pferde auf, um sie hier unterzustellen, zu verpflegen und für militärische Nutzungen tauglich zu machen. Nachdem sich das landwirtschaftliche Gelände des Vorwerks Heidhof für Zwecke des Remonteamts als ungeeignet erwiesen hatte, wurde  Heidhof aus der Pacht herausgenommen, der Försterei in Deep zugeschlagen und aufgeforstet.   Das Remonteamt mit dem  Verwaltungssitz in Neuhof blieb bis zum Ende des  Zweiten Weltkriegs  bestehen.
Zum Kriegsende wurde Neuhof 1945 von der Roten Armee erobert  und anschließend – wie ganz Hinterpommern – unter polnische Verwaltung gestellt. Soweit sie nicht bereits geflohen war, wurde die deutsche Bevölkerung von Neuhof ab 1946 von nach Kriegsende zugewanderten polnischen Milizionären  vertrieben. Die deutsche Ortschaft Neuhof wurde in Nowielice umbenannt.

### Demographie
| Jahr | Einwohnerzahl | Anmerkungen                                                 |
| ---- | ------------- | ----------------------------------------------------------- |
| 1822 | 154           | einschließlich des Vorwerks Carolinenthal mit 29 Einwohnern |
| 1867 | 200           | am 3. Dezember                                              |
| 1871 | 176           | am 1. Dezember, darunter 175 Evangelische und ein Katholik  |
| 1933 | 233           | [ 1 ]                                                       |
| 1939 | 243           | [ 1 ]                                                       |

### Kirchspiel
Die evangelische Bevölkerung von Neuhof  besuchte bis 1946 die Dorfkirche  im Nachbardorf Triebs, die zur Treptower Synode gehörte.